# Strzepcz
Strzepcz is een dorp in de Poolse woiwodschap Pommeren. De plaats maakt deel uit van de gemeente Linia en telt 766 inwoners.